# Stijn Streuvels
Stijn Streuvels nome d'arte di Frank Lateur (Heule, 3 ottobre 1871 – Ingooigem, 15 agosto 1969) è stato uno scrittore belga.
Fu per qualche tempo apprendista pasticciere ad Avelgem; ma non tardò a farsi una vasta cultura da autodidatta. Nel 1895 cominciò a collaborare a varie riviste, finché Karel van de Woestijne lo introdusse nella redazione della rivista Di oggi e di domani, autorevole promotrice di un rinnovamento della letteratura fiamminga, di cui divenne redattore.
Tra le opere più significative della sua vasta produzione, ispirata per lo più al mondo contadino, sono da segnalare la novella Lungo le strade, del 1902, in cui è avvertibile l'iniziale influsso dostoevskiano; Prutske, del 1922, delicata indagine del mondo dell'infanzia; Vita e morte del granaio, del 1926, vigoroso racconto dove è affrontato il tema del proletariato rurale e Alma dai capelli di lino, del 1931.
Suoi sono anche Heule, del 1942, commossa rievocazione del villaggio natale e degli anni della fanciullezza e la Cronaca della famiglia Gezelle, romanzo autobiografico, in quanto Streuvels era figlio di una sorella del poeta Guido Gezelle.

## Opere
- Lenteleven - raccolta del 1899 - contiene De witte zandweg, In den voorwinter, Kerstavond, Slenteren, Op den dool, Van ongroei, Lente, In de vlage, Een pijpe of geen pijpe, 's Zondags, Een ongeluk, Wit leven e Het einde
- Zomerland - raccolta del 1900 - contiene Groeikracht, Zomerland, Meimorgen e Het woud
- Zonnetij - raccolta del 1900 - contiene De oogst, In 't water, Zomerzondag e Avondrust
- Doodendans - raccolta del 1901 - contiene Doodendans, Jongenstijd (nelle successive edizioni: Kindertijd), In de wijde wereld, Een speeldag, In de weide, Noorsche liederen, Honden e Doodendans 2
- De oogst - romanzo del 1901 - ampliamento di  Zonnetij
- Langs de wegen - del 1902 - Il romanzo più amato dallo stesso Struvels
- Dagen - raccolta del 1902 - contiene De kalfkoe, Naar buiten, Sint-Jan, Sint-Josef, Vrede e Verovering
- Vertellingen van Tolstoï - raccolta del 1902 - contiene 13 racconti di Tolstoj, tradotti dal tedesco
- Minnehandel - raccolta del 1903 - contiene Joel, Maagdekensminne, Het zomerlief, De wondertijd, Het levensbedrijf e In de wonnegaarde
- Geluk in 't huishouden - del 1903 - Libro di Tolstoj, tradotto dal tedesco
- Soldatenbloed - dramma del 1904
- Dorpsgeheimen I - raccolta del 1904 - contiene De lawine, Bertken en de moordenaars alle twaalf (in passate edizioni: Een beroerde maandag) e Jantje Verdure
- Dorpsgeheimen II - raccolta del 1904 - contiene Kinderzieltje, Martje Maertens en de misdadige grafmaker e Op het kasteel
- Openlucht - raccolta del 1905 - contiene Zonder dak, Grootmoederken, Een nieuw hoedje, Het duivelstuig e Jeugd
- Stille avonden - raccolta del 1905 - contiene Een lustige begraving, Horieneke, Zomerdagen op het vlakke land, Zonneblommen e Ingoyghem
- Grootmoederken romanzo del 1905 - ampliamento di Openlucht
- Het uitzicht der dingen - raccolta del 1906 - contiene De kwade dagen, De veeprijskamp e De ommegang
- Reinaert de Vos - del 1907
- De vlaschaard - del 1907
- Twee vertellingen van Tolstoï - del 1908
- Tieghem: Het Vlaamse lustoord - raccolta del 1908 - contiene De Streek, Sint Aernout, Het oude Tieghem, Het Lustoord e Eene wandeling
- Najaar I - raccolta del 1909 - contiene Najaar, De blijde dag (Najaar in passato era incluso in Najaar II; poi su Najaar I infine divenuto De blijde dag)
- Najaar II - raccolta del 1909 - contiene De boomen, Jacht, De aanslag (dopo inclusioni su Najaar I, Najaar II Became Najaar)
- Reinaert de Vos voor de Vierschaar van Koning Nobel de leeuw - del 1909
- Reinaert de Vos - del 1910 - versione ridotta dell'edizione del 1907
- Björnson, Kleine verhalen - raccolta del 1910 - contiene 8 novelle di Bjørnstjerne Bjørnson tradotte dal norvegese
- Vertelsel van Gokkel en Hinkel - del 1910 - Una novella di Clemente Brentano tradotta dal tedesco
- De Mourlons - del 1910 - Un romanzo di Ferdinand Bouché tradotto dal francese
- Het kerstekind - del 1911
- Björnstjerne Björnson, Het Bruidslied - del 1911 - tradotto dal norvegese
- Over vrouwe Courtmans - del 1911 - Testo di una conferenza
- Het glorierijke licht - del 1912
- Morgenstond - del 1912
- De werkman - del 1913 - Più tardi incluse in Werkmenschen
- De landsche woning in Vlaanderen - del 1913
- Een beroerde maandag - raccolta del 1913 - contiene Een beroerde maandag e De lawine (da Dorpsgeheimen I)
- Dorpslucht in 2 delen - del 1914
- Mijn rijwiel - raccolta del 1915 - contiene Mijn rijwiel , Hoe men schrijver wordt
- In oorlogstijd - raccolta del 1915-1916 - contiene Augustus 1914, September 1914, October 1914, November 1914, December 1914-I e December 1914-Slot
- De aanslag - del 1917 - da Najaar II
- Charles de Coster's Vlaamsche vertelsels - del 1918 - tradotto dal francese - contiene De mannen van Smeerop, Blanca, Clara en Candida, Heere Halewijn e Smedje Smee
- Sint-Jan - del 1919 - da Dagen
- De boomen - del 1919 - da Najaar II
- Björnson, Een vrolijke knaap - del 1919 - da Kleine verhalen
- Genoveva van Brabant Deel I - del 1919
- Genoveva van Brabant Deel II - del 1920
- Reinaert de Vos - del 1921
- De blijde dag - del 1921, vedi Najaar I
- De schoone en stichtelijke historie van Genoveva van Brabant - del 1921 - versione breve del lavoro del 1919
- Prutske - del 1922
- Grootmoedertje - del 1922 - versione ludica di Grootmoederken, da Openlucht
- Vertelsels van 't jaar nul - raccolta del 1922 - contiene 29 piccoli racconti
- Land en leven in Vlaanderen - raccolta del 1923 - contiene Het uitzicht, De landsche dorpen, De landsche woningen, De landsche bevolking
- Herinneringen uit het verleden - raccolta del 1924 - contiene Onze streek, Damme, Veurn-Ambacht, Volkslectuur (versione stampata e incrementata da Over vrouwe Courtmans), Schoonheid, De schoonste deugd, Kinderlectuur, Mijn schooltijd, Het lied van den weemoed, Mijn loopbaan op de planken, Voor den oorlog, Mijn fiets in oorlogstijd, Na den oorlog, Na vijf en twintig jaren
- Tristan en Isolde - Tristano e Isotta, del 1924 - Basato su un vecchio libro popolare
- Op de Vlaamsche binnenwateren - raccolta del 1925 - contiene  't Haantje, Dinsdag, Woensdag, Donderdag, Vrijdag, Zaterdag, Zondag
- Waarom ik Vlaanderen liefheb - del 1926 - romanzo originale di Georges Blachon, tradotto dal francese
- Werkmenschen - raccolta del 1926 - contiene De werkman (pubblicato a parte nel 1913), Kerstmis in niemandsland, Het leven en de dood in den ast
- De teleurgang van den Waterhoek - del 1927
- De drie Koningen aan de kust - del 1927
- De tijd der kollebloemen - del 1927 - romanzo originale di Désiré Joseph d' Orbaix tradotto dal francese
- Levenswijsheid uit China - del 1928 - tradotto dal tedesco
- Vader en dochter - del 1928 - Corrispondenza di Tolstoj con la figlia Maria tradotta dal tedesco
- Reinaert de Vos fragment - del 1928
- Kerstwake - del 1928
- Kerstvertelsel - del 1929 - Nel 1938 fu pubblicato come De vreemde verteller
- Over Genoveva van Brabant - del 1929 - Testo di una conferenza
- Alma met de vlassen haren - del 1931
- De oude wiking - del 1931
- Dr. Lauwers schriften - del 1931 - Testo di una conferenza
- Drie Russische novellen - del 1932
- De rampzalige kaproen - del 1933 - Rivisitazione di una novella rurale medievale di Wernher de Tuinder
- IJslandsche Godensagen - raccolta del 1933 - contiene 18 storie
- Sagen uit het hooge noorden - raccolta del 1934 - contiene 38 novelle dalla Danimarca, Svezia e Islanda
- Zeelieden en zeevisscherij - del 1934 - Stampato da un libro francese di René de Pauw: Gens de mer et pêche maritime
- Vijf kerstvertellingen - del 1934 - Tradotto da un libro francese di Camille Melloy
- Prutske's vertelselboek - raccolta del 1935 - contiene 9 storie
- Levensbloesem - del 1937
- Paradijssprookjes - del 1938 - Da un racconto originale di Max Mell.
- De terechtstelling van een onschuldige - del 1940
- De maanden - del 1941 - Titolo in neerlandese: Een gang door het jaar
- De grauwe ruiter - del 1942 - Da un lavoro originale di Herbert von Hoerner tradotto dal tedesco
- Smedje Smee - del 1942 - Dal romanzo Vlaamsche vertelsels di Charles de Coster
- Heule - del 1942
- Jantje Verdure - del 1943 - Da Dorpsgeheimen I
- Het leven en de dood in den ast - del 1944 - Da Werkmenschen
- Jeugd - del 1946 - Da Openlucht
- Avelghem - del 1946
- Beroering over het dorp - del 1948 - Versione ridotta rivista di Dorpslucht
- Ingoyghem - del 1951 - Del periodo 1904-1914
- Ingoyghem II - del 1957 - del periodo 1914-1940
- Ingooigem - del 1960 - contiene Ingoyghem e Ingoyghem II
- Kroniek van de familie Gezelle - del 1960
- Hugo Verriest - del 1964 - monografia
- In levenden lijve - del 1966 - Rielaborazione di alcuni testi da Heule, Avelghem, Ingoyghem e Ingoyghem II, Kroniek van de familie Gezelle e Herinneringen uit het verleden
- In den voorwinter - del 1970 - Da Lenteleven
- Het zinnespel van droom en dood - del 1971 - versione gioco di Het leven en de dood in den ast
- Hoe ik Brugge gezien en beleefd heb - del 1971
- Onze streek - del 1972 - parte di Herinneringen uit het verleden